# Piaskolcowate
Piaskolcowate (Gonorynchidae) – rodzina ryb piaskolcokształtnych (Gonorynchiformes).

## Zasięg występowania
Ocean Indyjski i Ocean Spokojny, rzadko spotykane w południowym Atlantyku. W zapisie kopalnym znane są od kredy.

## Cechy charakterystyczne
Ciało wydłużone, cylindryczne, pokryte łuską ktenoidalną, z przodu ostro zakończone wysuniętym pyszczkiem z pojedynczym wąsikiem, położonym przed otworem gębowym. Płetwa grzbietowa lekko wcięta, przesunięta ku nasadzie ogona. Nasada płetwy odbytowej rozpoczyna się tuż za linią końca nasady płetwy grzbietowej. W linii bocznej 140–170 łusek. Pęcherz pławny nie występuje. Maksymalna długość ciała nie przekracza 60 cm.

## Klasyfikacja
Do piaskolcowatych zaliczany jest jeden rodzaj ryb współcześnie żyjących:
- Gonorynchus

oraz rodzaje wymarłe: 
Notogoneus – Charitosomus – Judeichthys – Ramallichthys – Charitopsis
Rodzajem typowym jest Gonorynchus.